# Christopher Duffy
Christopher Duffy (* 1936; † 16. November 2022) war ein britischer Historiker.

## Leben
Duffy studierte Geschichte am Balliol College in Oxford, wo er 1961 mit dem PhD abschloss. Anschließend wirkte er als Dozent an der Militärakademie Sandhurst und am College des britischen Generalstabs. Unter anderem war er Generalsekretär der British Commission for Military History und Vizepräsident der Military History Society of Ireland. Von 1996 bis 2001 lehrte er Militärgeschichte an der De Montfort University in Leicester. Nachfolgend war er als freier Autor tätig.
Duffy beschäftigte sich vorrangig mit Militärgeschichte und galt im englischsprachigen Raum als ausgewiesener Experte auf dem Gebiet der deutschen, preußischen und österreichischen Kriegsgeschichte seit dem 18. Jahrhundert. Er selber sprach sechs Sprachen fließend. Bekannt wurde er in Deutschland vor allem durch seine Arbeiten über den Siebenjährigen Krieg und insbesondere Friedrich den Großen, die er selbstironisch ein „Produkt der jahrhundertealten britischen Besessenheit von der unbritischsten aller weltgeschichtlichen Persönlichkeiten“ genannt hat.

## Veröffentlichungen (Auswahl)
- Feldmarschall Browne. Irischer Emigrant, kaiserlicher Heerführer, Gegenspieler Friedrichs II. von Preussen („The Wild Goose and the Eagle. A Life of Marshal Von Browne, 17051757“). Herold-Verlag, Wien 1966.
- Friedrich der Große. Die Biographie („Frederick the Great. A military life“)[3]. Albatros-Verlag, Düsseldorf 2001, ISBN 3-491-96026-6 (früherer Titel Friedrich der Große. Ein Soldatenleben).
- Maria Theresia und ihre Armee („The army of Maria Theresia. The armed forces of imperial Austria, 1740–1780“). Motorbuch Verlag, Stuttgart 2010, ISBN 978-3-613-03111-1.
- The military Experience in the age of reason[4]. Routledge & Paul, London 1987, ISBN 0-7102-1024-8.
- Die Schlacht bei Austerlitz. Napoleons größter Sieg („Austerlitz 1805“). Heyne, München 1979, ISBN 3-453-48058-9.
- Sieben Jahre Krieg. 1756–1763; die Armee Maria Theresias („Austrian Army in the Seven Years War“). OBV & HPT, Wien 2003, ISBN 3-209-04044-3.
- Siege Warfare.[5] Routledge, London 1979/85 (2 Bde.).

1. The fortress in the early modern world. 1440–1660. Neuausgabe. 1979, ISBN 0-415-14649-6.
2. The fortress in the age of Vauban and Fréderick the Great. 1985, ISBN 0-7100-9648-8.

- Der Sturm auf das Reich. Der Vormarsch der Roten Armee 1945 („Red storm on the Reich. The Soviet march on Germany, 1945”.[6]“). Langen Müller, München 1994, ISBN 3-7844-2500-3.
- Through German eyes. The British and the Somme 1916. Weidenfeld & Nicolson, London 2006, ISBN 978-0-297-84689-5.
- The ’45. Bonnie Prince Charlie and the Untold Story of the Jacobite Rising. Cassell, London 2003, ISBN 0-304-35525-9.